# Crossleyia tenebrosa
Crossleyia tenebrosa é uma espécie de ave da família Bernieridae.
Apenas pode ser encontrada em Madagáscar.
Os seus habitats naturais são: florestas subtropicais ou tropicais húmidas de baixa altitude.
Está ameaçada por perda de habitat.